# Ronnie Rocket

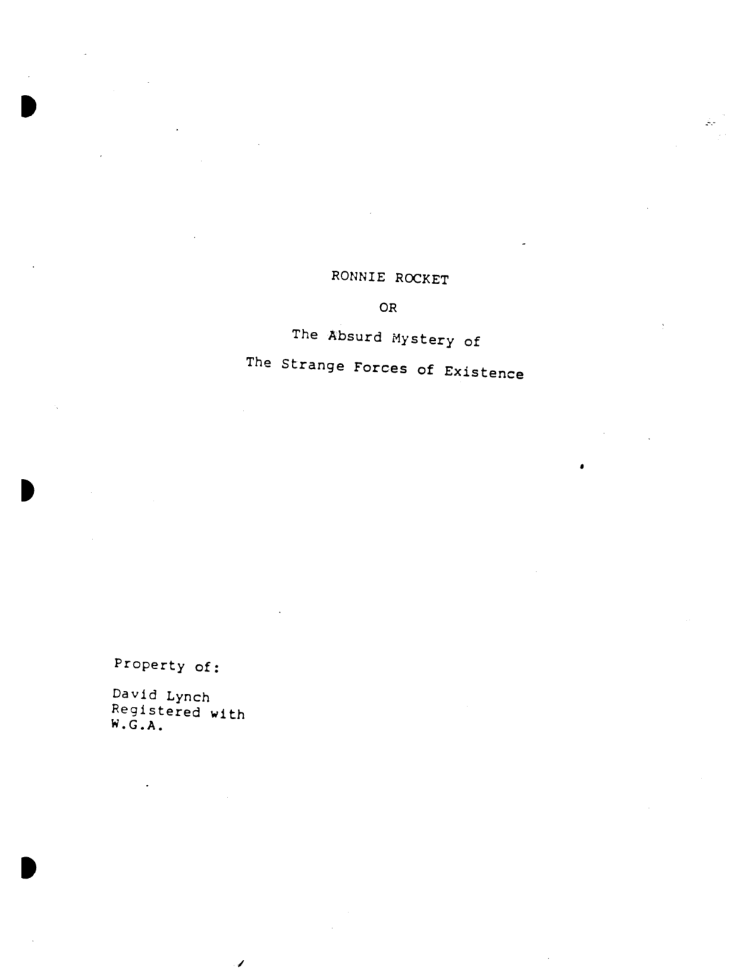
David Lynch, Guiones (documentos).un proyecto cinemetografico inacabado

Ronnie Rocket es un proyecto cinematográfico inacabado escrito por David Lynch, quien también tenía la intención de dirigirlo. Lynch comenzó el proyecto después del éxito de Eraserhead en 1977, pero lo dejó a un lado debido a la incapacidad de encontrar respaldo financiero. En su lugar, buscó un guion existente en el que basar su próxima película, y se decidió por el que se convertiría en El hombre elefante de 1980. Lynch volvió a trabajar en Ronnie Rocket a lo largo de la década de 1980, pero en la década siguiente dejó de considerarlo un proyecto viable.
Ronnie Rocket, también subtitulada El absurdo misterio de las extrañas fuerzas de la existencia, iba a incluir elementos que desde entonces se han considerado el sello distintivo de Lynch, como una dirección de arte industrial, la cultura popular de los años 50 y la deformidad física. El guion presentaba a un hombre de un metro de altura que controlaba la electricidad; Lynch conoció a Michael J. Anderson tenía intención de contratarlo para este papel y más tarde trabajó con él en Twin Peaks y Mulholland Drive.

## Descripción
Ronnie Rocket trata sobre la historia de un detective que intenta entrar a una misteriosa dimensión alternativa, con la ayuda de su habilidad para mantenerse en pie sobre una sola pierna. En su búsqueda, se ve obstaculizado por un extraño paisaje de habitaciones siniestras y un misterioso tren, mientras es acechado por el "Hombre Dónut", que utiliza la electricidad como arma. De forma paralela a la historia del detective, la película debía mostrar la historia de Ronald d'Arte, un enano adolescente, que sufre un accidente quirúrgico que lo deja dependiente a estar enchufado a una fuente de alimentación eléctrica a intervalos regulares; esta dependencia le otorga una afinidad por la electricidad que puede usar para producir música o causar destrucción. El niño se llama a sí mismo Ronnie Rocket y se convierte en una estrella de rock, entablando amistad con una bailarina de claqué llamada Electra-Cute.
La película, subtitulada El absurdo misterio de las extrañas fuerzas de la existencia, iba a hacer uso de varios temas que desde entonces se han convertido en elementos recurrentes de las obras de David Lynch: un artículo para The A.V. Club describe al contenido del guion como "cultura idealizada de los años 50, diseño industrial, enanos y deformidad física".  En el  LA Weekly, John Dentino sugirió que el guion "se lee como la obra fuente de todas las películas [de Lynch], así como Twin Peaks". La película iba a mostrar dos mundos separados pero conectados, otro sello distintivo de los proyectos de Lynch. La dirección artística habría presentado un ambientación fuertemente industrial; Greg Olson describió la acción como si tuviera lugar en un "reino de manchas de petróleo, chimeneas, hollín, chispas de fuego y arcos eléctricos", similar a la dirección que finalmente se tomó en la representación de la Inglaterra victoriana en El hombre elefante y el planeta Giedi Prime en Dune. Aunque Lynch filmó sus dos primeros largometrajes en blanco y negro, tenía la intención de filmar Ronnie Rocket en color, inspirado en las obras del cineasta francés Jacques Tati. Lynch planeó experimentar durante un tiempo para encontrar el equilibrio y tratamiento de color adecuado para la película.